# Cimetière juif de Lyon
Le cimetière juif de Lyon, également appelé cimetière israélite de Gerland ou de la Mouche, est un cimetière juif situé à Gerland, dans le 7e arrondissement de Lyon (France). Il est le seul lieu de sépulture israélite de la ville. 

## Historique
Si 32 tombes juives datant du XVIIIe siècle ont été retrouvées dans une crypte sous l'actuel Hôtel-Dieu de Lyon,, le cimetière actuel est créé par décision du gouvernement révolutionnaire en 1795. En 1992, le cimetière est profané une première fois. En 2004, 60 tombes du cimetière sont profanées par des inscriptions au nom d'Adolf Hitler ainsi que par des croix celtiques et nazies. L'auteur des faits serait un malade adhérant aux idées d'extrême droite. Les autorités juives et le gouvernement français expriment leur consternation. Les autorités civiles précisent notamment donner « des instructions pour retrouver les coupables de cet acte odieux ». Ainsi, le ministre de l'Intérieur, Dominique de Villepin, déclare que la « détermination des pouvoirs publics (...) à lutter contre tout acte antisémite est et demeurera sans faille ». Le cardinal de Lyon, Philippe Barbarin, exprime également sa « totale solidarité et [son] entier soutien à la communauté juive touchée par cet ignoble acte antisémite ». S'il existe d'autres lieux de sépultures israélites dans la région lyonnaise (cimetière de Cusset à Villeurbanne, cimetière à Champagne-au-Mont-d'Or), ce cimetière juif est le seul lieu de sépulture israélite de la ville de Lyon et il est, avec le cimetière juif de La Boisse dans l'Ain, administré par le Consistoire de Lyon.

## Description

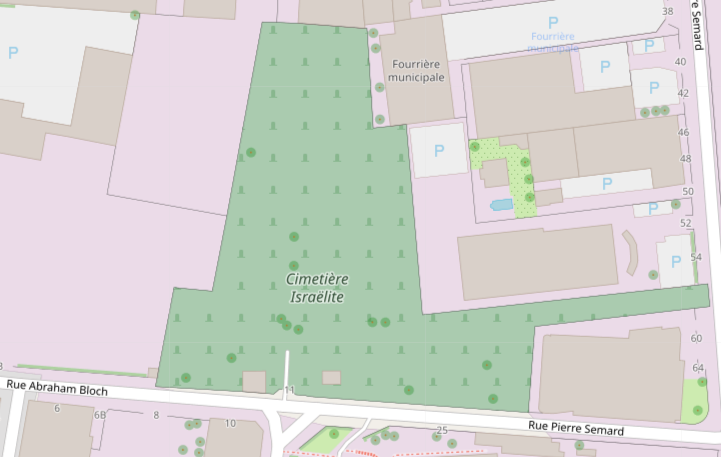
Plan d'ensemble du cimetière.

Situé rue Abraham-Bloch dans le quartier de Gerland, le cimetière couvre une superficie de 7 000 mètres carrés et compte plus de 4 900 tombes dont le relevé a été effectué dans un ouvrage publié en 2003. Il s'ouvre par un portail noir portant quatre étoiles de David dorées. Au centre se trouve le monument à la mémoire des soldats juifs français tombés au champ d'honneur et un mémorial des déportés. Le cimetière est fermé le samedi et pour les fêtes juives.

## Célébrations
Chaque année et peu avant le Nouvel an juif (Roch Hachana) a lieu la « cérémonie du souvenir des martyrs, victimes de la barbarie nazie ». Le grand-rabbin de Lyon préside les cérémonies qui honorent la mémoire des déportés, des assassinés et de ceux privés de sépultures. Il porte notamment la mémoire du grand-rabbin de Lyon, Abraham Bloch (1859-1914), mort pendant la Première Guerre mondiale alors qu'il apportait un crucifix à un soldat catholique moribond qui l'avait pris pour un prêtre. Ce geste est considéré comme l'un des plus fervents témoignages de respect de la foi d'un croyant d'une autre foi que la sienne.